# Antiblemma eschata
Antiblemma eschata là một loài bướm đêm trong họ Erebidae.